# Katedra Marcina Lutra w Dyneburgu

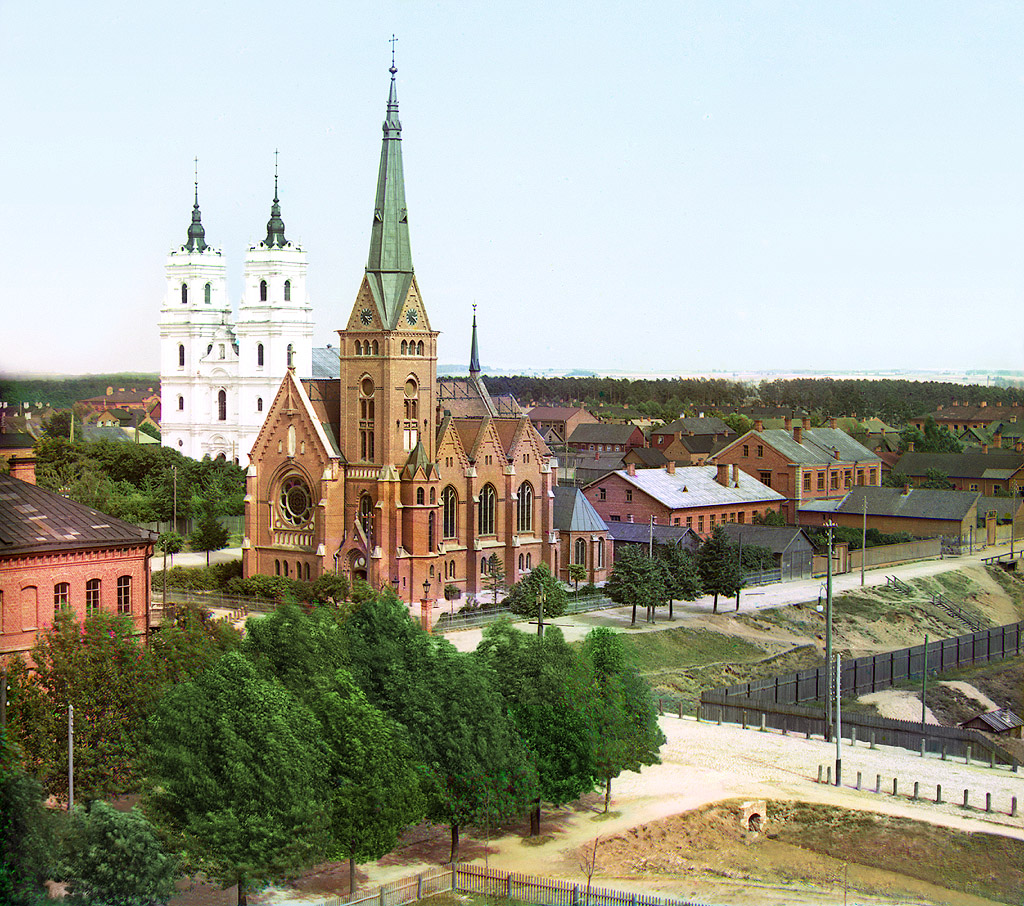
Katedra w 1912

Katedra Marcina Lutra w Dyneburgu (łot. Mārtiņa Lutera katedrāle; wcześniej: Daugavpils Mārtiņa Lutera evaņģēliski luterāniskā baznīca) – świątynia ewangelicko-augsburska zbudowana w stolicy Łatgalii w 1893. Znajduje się przy ul. 18 Listopada 66 a i jest siedzibą katedry protestanckiej.

## Historia
Kościół zbudowano z surowej czerwonej cegły w stylu neogotyckim w latach 1892–1893 według projektu dyneburskiego architekta Wilhelma Neumanna (łot. Vilhelms Neimanis). Świątynia wyposażona była w 480 miejsc siedzących. W 1941 kościół spłonął. 1966 budynek odebrano parafii i przekształcono w skład, a później klub bokserski (w 1975 cofnięto również prawo do modlitwy w kaplicy). W 1985 kościół ponownie spłonął. Po 1991 świątynię odzyskała parafia ewangelicko-augsburska, rozpoczął się jej intensywny remont. W wolnej Łotwie kościół został podniesiony do rangi katedry.